# 3DLabs

Älteres Logo

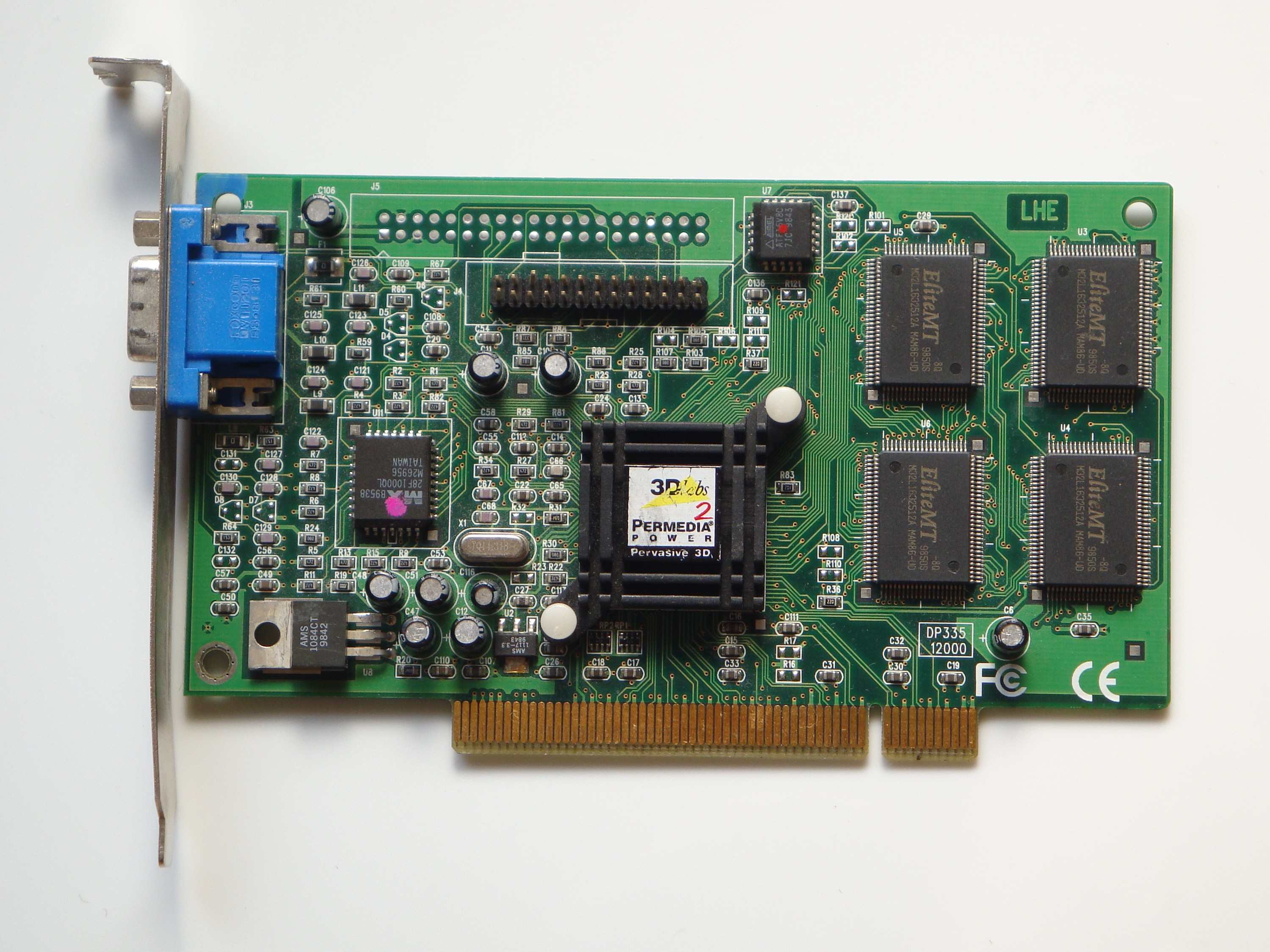
Grafikkarte 3DLabs Oxygene, Baujahr ca. 1998, Neupreis über 600 Euro

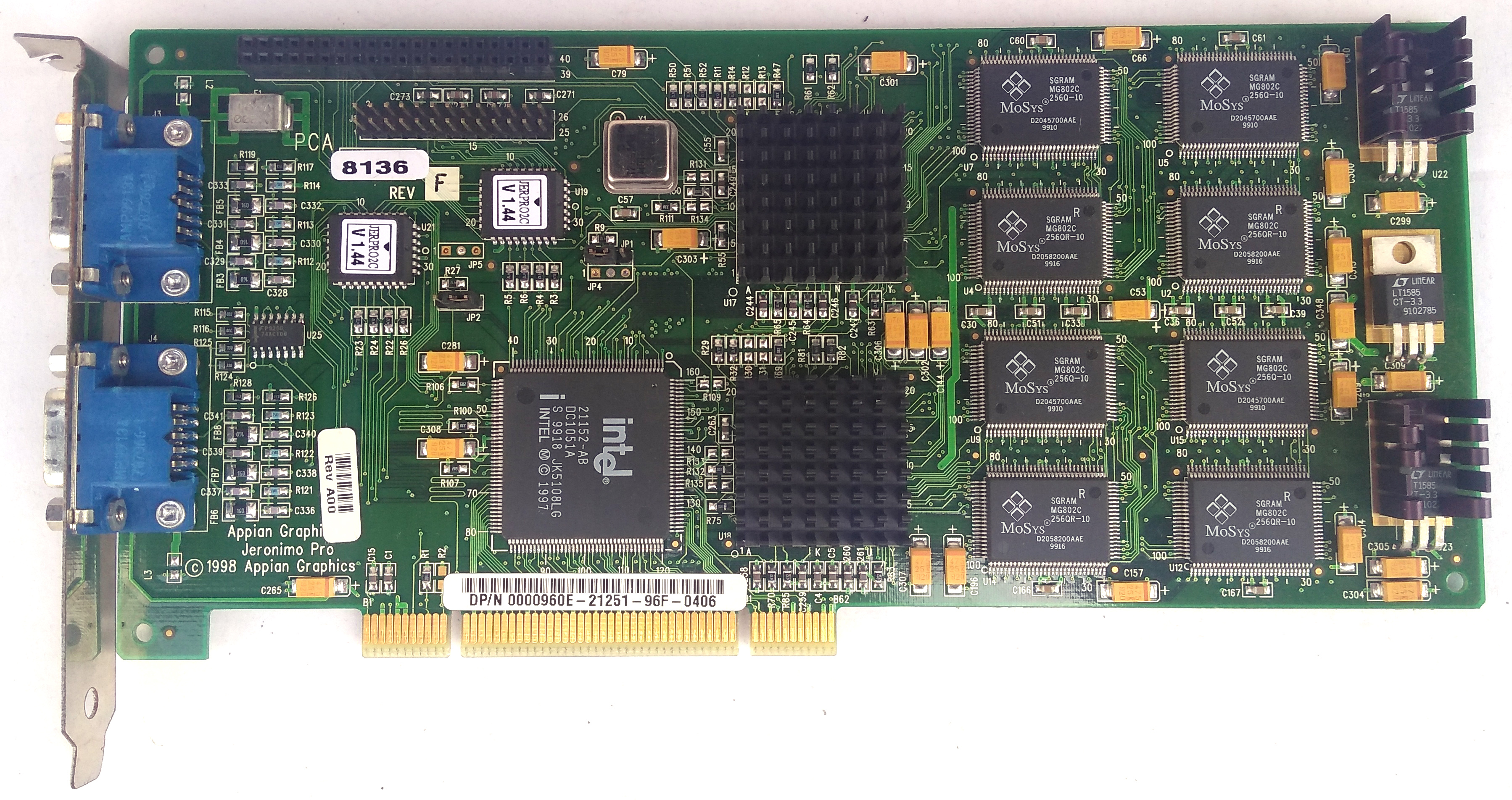
Dual VGA-Anschluss Appian Graphics Jeronimo Pro (2× Peremdia 2 – 2× 8 MB)

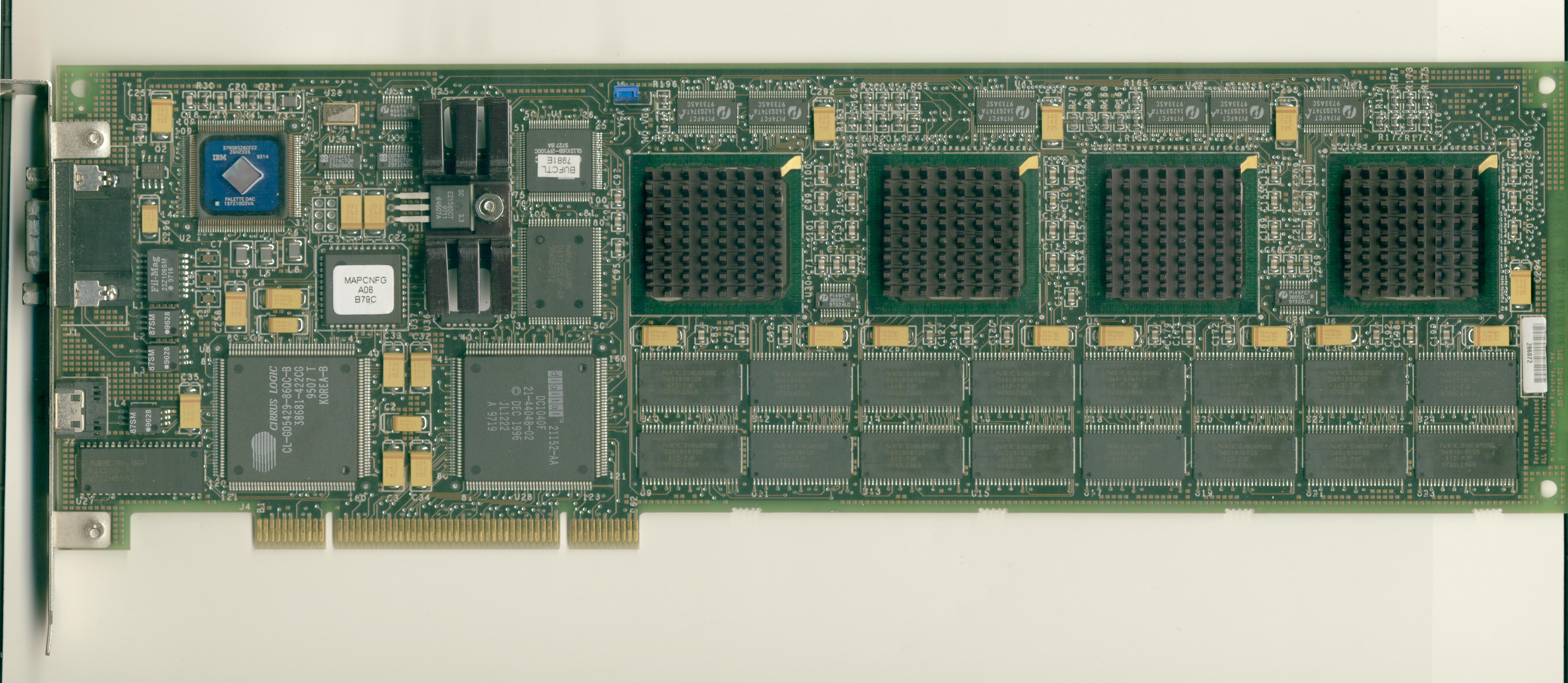
Oxygen 402 PCI mit Cirrus Logic CL-GD5429

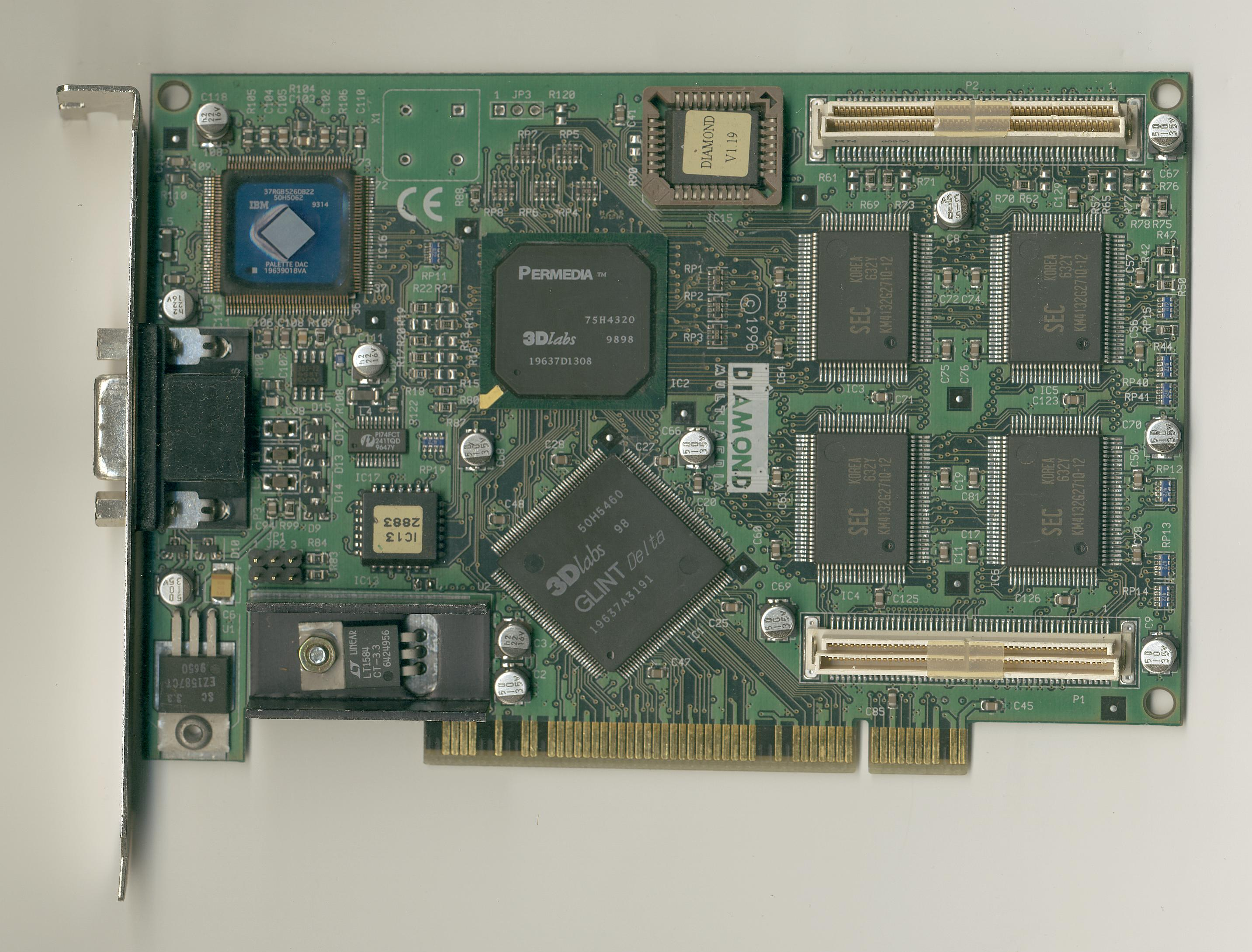
FireGL 1000 PCI

3DLabs war ein US-amerikanisches Unternehmen, das bis 2006 Grafikkarten für den Profibereich herstellte. Es wurde im April 1994 gegründet. Im Oktober 1996 begann der Handel mit den Aktien des Unternehmens an der Börse NASDAQ. Im Juli 1998 übernahm das Unternehmen Dynamic Pictures, im Juli 2000 eine Abteilung von Intergraph. Im Juni 2002 wurde 3DLabs von Creative Labs (mittlerweile umbenannt in Creative Technology) für ungefähr 104 Mio. US-Dollar aufgekauft. Anfang 2006 wurde die Entwicklung von Grafikchips im Bereich „Professionelle Workstation“ zu Gunsten von Handhelds eingestellt. Damals wurde der Marktanteil von 3Dlabs-Grafikkarten weltweit unter Einbeziehung aller Grafikchiphersteller auf unter 1 % geschätzt.
Im Januar 2009 fand eine Umbenennung in ZiiLABS und eine zweite Eingliederung in Creative Technology statt.
3DLabs war Mitglied im OpenGL Architecture Review Board und spielte eine bedeutende Rolle bei der Entwicklung von OpenGL 2.0, wofür ihre Wildcat VP-Grafikkartenreihe die Referenzplattform war.
Der Grafikprozessor GLint 300SX gilt als der erste einzelne integrierte Schaltkreis, der die 3D-Computergrafik unterstützte.

## Grafikkarten
Wildcat-Serie
- Wildcat II
- Wildcat III
- Wildcat 4
- Wildcat VP
- Wildcat Realizm

## Grafikchips
- GIint R3
- GLint R4
- Permedia
- Permedia 2[1]
- Permedia 3
- P9
- P10
- P20 (3DLabs Wildcat Realizm VPU & 3DLabs Wildcat Realizm VSU)